# Михайловка (Княгининський район)
Михайловка (рос. Михайловка) — селище в Княгининському районі Нижньогородської області Російської Федерації.
Населення становить 62 особи. Входить до складу муніципального утворення Возрожденська сільрада.

## Історія
Від 2009 року входить до складу муніципального утворення Возрожденська сільрада.

## Населення
| 2002 | 2010 |
| ---- | ---- |
| 35   | ↗62  |